# Uvarus sechellensis
Uvarus sechellensis är en skalbaggsart som först beskrevs av Régimbart 1897.  Uvarus sechellensis ingår i släktet Uvarus och familjen dykare. Inga underarter finns listade i Catalogue of Life.